# 番和郡
番和郡，中国南北朝时设置的郡。
北魏时改番禾郡置，治所在彰县（即晋朝的番禾县，今甘肃省永昌县西二十里水磨关南二里水寨城，俗称白虎城），辖境相当现在的甘肃省永昌县一带，下辖彰县、燕支县两县。西魏下辖障县、燕支县、力乾县、安宁县、广城县五县。北周时废，改为番和镇。